# Сітка Олексій Дмитрович
Сітка Олексій Дмитрович (Псевдо:«Підкова», «46»; 16 жовтня 1921, с. Ражнів, Бродівський район, Львівська область–  16 травня 1952, в лісі біля с. Голубиця Бродівський район, Львівська область) — керівник Бродівського надрайонного проводу ОУН, лицар Бронзового хреста бойової заслуги УПА.

## Життєпис
Народився у селянській родині. Освіта — початкова.
Член ОУН від 1939 р. Стрілець боївки СБ Бродівського повітового проводу ОУН (1943-08.1944), комендант боївки СБ Пониковицького районного проводу ОУН (08.1944-02.1947), керівник Ражнівського кущового (02.1947-02.1948), Заболотцівського районного (03.1948 — весна 1952), Бродівського надрайонного (весна 1952) проводів ОУН.
Загинув внаслідок зради, наскочивши на засідку, влаштовану оперативною групою МДБ. Старший вістун (?), булавний (31.08.1948) УПА.

## Нагороди
- Згідно з Наказом військового штабу воєнної округи 2 «Буг» ч. 1/48 від 10.09.1948 р. керівник Заболотцівського районного проводу ОУН Олексій Сітка — «Підкова» нагороджений Бронзовим хрестом бойової заслуги УПА.

## Вшанування пам'яті
- 15.02.2018 р. від імені Координаційної ради з вшанування пам'яті нагороджених Лицарів ОУН і УПА у м. Броди Львівської обл. Бронзовий хрест бойової заслуги УПА (№ 053) переданий Стефанії Брев'як, племінниці Олексія Сітки — «Підкови».